# 梅長齡
梅長齡（1924年—1983年3月），河南人，為臺灣電影製作人，臺灣影視史重要人物，曾任中央電影公司總經理、中國電視公司總經理。

## 生平
1924年，梅長齡出生於河南省。年輕時期，他一邊求學，一邊參與抗日工作。1949年，梅長齡隨中華民國政府遷臺，就讀政工幹校研究班第二期，專攻政治。畢業後，梅長齡在軍中擔任政治指導員。

## 電影事業
1962年，梅長齡轉任中國電影製片廠副廠長，開始了電影製作生涯。1965年，他代理製片廠廠長一職，製作《故鄉劫》等劇情片和六部彩色紀錄片。成為正式廠長後，他推動一系列改革，包括成立編劇小組、紀錄片攝影小組，並且建立新的財務管理制度。當年，梅長齡大膽聘用當時欠債的導演李翰祥，拍攝《揚子江風雲》，在商業、藝術方面皆取得成功，翌年所拍攝的《緹縈》更贏得了第9屆金馬獎最佳影片獎。
1972年，梅長齡調任中央電影公司（簡稱中影）總經理。在他的領導下，中影製作了多部叫好又叫座的作品，如《英烈千秋》、《八百壯士》和《梅花》、《汪洋中的一條船》等。其中，1976年與香港第一公司合作的《梅花》，奪得了第13屆金馬獎五項大獎，成為當屆最大贏家。1978年，梅長齡卸任，中影總經理一職由明驥接任。

## 電視事業
1979年，梅長齡轉任中國電視公司總經理。任職期間，梅長齡協調藝人在老三台之間人事問題，致力於提升中視節目品質，以電影規格製作了多部高品質連續劇如《戰國風雲》等，並引進英國廣播公司連續劇《莎士比亞劇集》。
1982至1985年中視官方月刊《掃描綫雜誌》，標題「掃描綫」三字由梅長齡親自命名且題字。1986年1月1日，《掃描綫雜誌》改版為週刊《掃描綫周刊》，停用梅長齡題字。

## 評價
梅長齡的管理風格為「知人善任，膽大心細」，善於發掘人才，視情況採不同管理方式。對於能力強的導演，給予充分的創作自由；對於新人，則採集體創作。業務管理方面，推行企業化經營，發揮團隊精神、開發新的業務領域，使中影轉虧為盈。

## 逝世
梅長齡於1983年3月因肺腺癌去世，享年58歲。梅長齡的葬禮有眾多政界、影視界人士出席，共2千多名參加者到場致意。
建築師丁達民取得中視大樓設計權後，梅長齡以中視公費資助丁達民組成訪問團赴全球各國考察電視台建築，許多中視股東極力反對，梅長齡獨排眾議使訪問團得以成行。中視大樓破土動工的第三天，梅長齡病逝於臺北榮民總醫院。